# 君よ抱かれて熱くなれ
「君よ抱かれて熱くなれ」（きみよだかれてあつくなれ）は、西城秀樹の16枚目のシングル。1976年2月25日にRCAから発売された。

## 解説
阿久悠（作詞）、三木たかし（作曲）のコンビによる初の作品である。本作から「ボタンを外せ」まで、阿久・三木コンビによる作品が続くことになる。西城は「阿久悠氏と三木たかし氏との出会いは忘れられない」と振り返っている。
オリコンでは最高位3位を記録、100位内に15週ランクインし33.6万枚のセールスとなった。

## 収録曲
（全作詞：阿久悠／作曲・編曲：三木たかし）
1. 君よ抱かれて熱くなれ（3分54秒）
2. ふたりだけの夜（4分39秒）

## この頃のできごと
- 1976年2月29日 - TBS系『日曜スペシャル』で企画されたスタジオ・ライブ番組『セブンスターショー』に出演し、24%を超える高視聴率を記録した。エンディングではこの曲が披露され、同局のドラマ『花吹雪はしご一家』で共演中の森光子が応援に駆けつけた。
- 1976年3月19日～3月28日 - 初の海外公演となるハワイ公演をホノルル・インターナショナル・シアターにて開催した[6]。

## 「君よ抱かれて熱くなれ」のカバー
- 太川陽介 - 『太川陽介GOLDEN BEST』に収録
- にこにこミュージック（Ken-ichi、JOE、CHIROLYN、宮脇“JOE”知史） - 『西城秀樹ROCKトリビュート KIDS WANNA ROCK!』に収録、1997年

## 収録アルバム
- 『愛と情熱の青春』